# Río del Bálsamo
Río del Bálsamo är en ort i Mexiko.   Den ligger i kommunen Atoyac de Álvarez och delstaten Guerrero, i den södra delen av landet, 260 km sydväst om huvudstaden Mexico City. Río del Bálsamo ligger 827 meter över havet och antalet invånare är 287.
Terrängen runt Río del Bálsamo är varierad. Runt Río del Bálsamo är det ganska tätbefolkat, med 52 invånare per kvadratkilometer. Närmaste större samhälle är Río Santiago, 19,1 km söder om Río del Bálsamo. I omgivningarna runt Río del Bálsamo växer huvudsakligen savannskog.